# Почайна (хорова капела)
Народна академічна хорова капела «Почайна» — капела, заснована при Національному університеті Києво-Могилянська академія Олександром Жигуном 1995 року. Зараз капела нараховує близько 80 співаків.
Капела відновлює твори українських композиторів 18—19 століть. Серед них і вихованці Києво-Могилянської академії Максим Березовський та Артем Ведель. Виконується також духовна музика: твори М. Ділецького, М. Леонтовича, К. Стеценка, М. Лисенка — та народні пісні в обробці українських композиторів.
У репертуарі «Почайни» звучать перлини світової класики: «Маріацельська меса» Й. Гайдна, «Глорія» А. Вівальді, «Реквієм» В. А. Моцарта, «Реквієм» Л. Керубіні, «Літургія Св. Іоана Златоуста» С. Рахманінова.
До 70-річчя голодомору в Україні «Почайна» виконала симфонію-реквієм О. Яковчука «33-й рік», а до сторіччя М. Колесси — його «Лемківське весілля». Новим явищем в українській духовній музиці стало виконання «Богородичних догматів» та «Літургії сповідницької» сучасного українського композитора Віктора Степурка.
У грудні 2004 року капела вперше публічно виконала першу українську ораторію «Дума про дівку-бранку» М. Вериківського.

## Виконані твори. Записи
1. Йозеф Гайдн «Маріацельська меса», Артемій Ведель «Літургія Св. Іоана Златоуста»
2. Вольфганг Амадей Моцарт «Реквієм»
3. Луїджі Керубіні «Реквієм» Прем'єра в Україні з симфонічним оркестром
4. Луїджі Керубіні «Реквієм» (відео)
5. Артемій Ведель, Кирило Стеценко, «Літургії Св. Іоана Златоуста»
6. Сергій Рахманінов «Літургія Св. Іоана Златоуста» Прем'єра в Україні
7. Михайло Вериківський «Дума про дівку-бранку» (аудіо) Прем'єра в Україні
8. Михайло Вериківський «Дума про дівку-бранку» (відео)
9. Михайло Вериківський Вечір пам'яті композитора (аудіо)
10. Віктор Степурко "Диптих. «Літургія сповідницька», Світова прем'єра, «Богородичні догмати» Світова прем'єра
11. Віктор Степурко «Богородичні догмати» Світова прем'єра
12. Віктор Степурко «Українські канти „Степенні антифони“ (аудіо) Світова прем'єра
13. Віктор Степурко Ораторія „Києво-Могилянська академія“ Світова прем'єра
14. „Шевченківські кантати“
15. „Шевченківські кантати“ — Концерт з Палацу „Україна“ (відео)
16. „Шевченківські кантати“ — Концерт з Національного будинку органної та камерної музики» (відео)
17. Ювілейний концерт до 75-річчя від дня народження А. Караманова (аудіо)
18. Алемдар Караманов "Симфонічне Євангеліє «Звершилося» (аудіо)
19. Алемдар Караманов "Симфонічне Євангеліє «Звершилося» (відео) Світова прем'єра
20. Алемдар Караманов Світова прем'єра «Симфонічне Євангеліє» (Телевізійний фільм)
21. Алемдар Караманов «Stabat Mater» (аудіо) Прем'єра в Україні
22. Алемдар Караманов «Реквієм» (відео) Світова прем'єра
23. Алемдар Караманов «Вокальні цикли для хору a capella» (аудіо) Світова прем'єра
24. Алемдар Караманов «Вокальні цикли для хору a capella» (відео)
25. Алемдар Караманов «Реквієм» (аудіо)
26. Отар Тактакашвілі «Ораторія Ніколоз Бараташвілі» (аудіо) Прем'єра в Україні
27. Отар Тактакашвілі «Ораторія Ніколоз Бараташвілі» (відео)
28. Володимир Губа Вокально-симфонічна поема «Фрески Кавказу» (аудіо) Прем'єра в Україні
29. «Мотиви французького та українського бароко»
30. Олександр Яковчук «Тридцять третій». Симфонія-реквієм (аудіо)
31. Олександр Яковчук «Тридцять третій». Симфонія-реквієм (відео) Світова прем'єра
32. Ювілейний концерт до 25-річчя народної хорової капели «Почайна» (відео)
33. Богуслав Мартину «Ораторія Гільгамеш» (аудіо) Прем'єра в Україні
34. Чумацьким шляхом під орудою Олександра Жигуна (аудіо)
35. Юрій Алжнев Ораторія «Різдвяне дійство», концерт «Ні новим Крутам» (аудіо) Прем'єра в Україні
36. Дмитро Шостакович ор. 119 «Казнь Степана Разина» (аудіо)
37. 15-річчя хору «Почайна». Оперний театр: українські композитори, перше відділення (аудіо)
38. 15-річчя хору «Почайна». Йозеф Гайдн «Маріацельська меса», друге відділення (аудіо)
39. Співають «Почайна»,. хор імені Л. Падалко, «Чумаки» під орудою Олександра Жигуна (аудіо)
40. 80-річчя А. Караманова (відео)
41. 80-річчя А. Караманова (аудіо)
42. Юрій Алжнев Пісенна Симфонія «За Чумацьким шляхом» (аудіо) Прем'єра в Україні
43. Юрій Алжнев Пісенна Симфонія «За Чумацьким шляхом» (відео).
44. Альбом Світись далека зірка
45. Альбом Вечірня зоря

Інформацію про твори, а також вибрані записи можна переглянути на порталі КМА